# Diogo Schelp
Diogo Schelp (Santa Maria, 2 de janeiro de 1976) é um jornalista brasileiro, formado pela Universidade de São Paulo.

## Biografia
Foi editor executivo da revista Veja em São Paulo e apresentador do programa Mundo Livre da TVeja, disponível no site da revista. Entre as reportagens de maior repercussão feitas por Schelp estão O alerta dos polos, para a qual visitou a região do Ártico com o objetivo de ver de perto os efeitos do aquecimento global, Che - A farsa de um mito, escrito em parceria com o repórter Duda Teixeira, e Darfur - À espera de um Salvador.
Anteriormente, Schelp foi repórter e editor de Quatro Rodas, chefe da sucursal de Veja em Porto Alegre, correspondente em Salvador, na Bahia, e editor de Internacional da revista semanal em São Paulo.
Durante a universidade, trabalhou na revista Pay-TV, da Editora Glasberg, e no Diário Comércio e Indústria (DCI), sob a chefia de Aloysio Biondi.
Diogo Schelp é coautor, com Rodrigo Raineri, do livro "No Teto do Mundo", sobre as expedições do alpinista brasileiro ao monte Everest, lançado em setembro de 2011 pela editora LeYa. Em 2016, publicou, junto com o fotógrafo André Liohn, pela Editora Contexto, o livro "Correspondente de Guerra", que foi finalista do Prêmio Jabuti 2017 na categoria Livro-Reportagem.
Atualmente (2021), atua como colunista do Portal Uol e do Jornal Gazeta do Povo. Também é comentarista na Jovem Pan News. 